# Tàlem
El tàlem és un nucli gris de la base del cervell, situat per fora del tercer ventricle, davant i fora dels tubercles quadrigeminats, darrere i per dins del nucli caudat en el trajecte dels peduncles cerebrals.
És constituït fonamentalment per substància grisa, però en les seves cares superior i externa queda recobert, respectivament, per l'estrat zonal i la làmina medul·lar externa, formacions de substància blanca.
És dividit en diversos compartiments grans per una altra estructura blanca, la làmina medul·lar interna, disposada en forma de Y vertical: regió anterior o rostral, regió interna i regions externes. Les regions externes se subdivideixen en compartiments dorsoextern i ventrointern.
Cadascuna de les regions talàmiques contenen diversos grups nuclears principals: 
- Grup anterior (rostral), situat a la regió talàmica anterior.
- Grup intern, que s'estén des de la làmina medul·lar interna fins a gairebé el tercer ventricle.
- Grup extern o meitat dorsoexterna de la regió talàmica externa.
- Grup ventral o meitat ventroexterna de la regió talàmica externa.
- Grup intralaminar, encastat en la làmina medul·lar interna.
- Nuclis de la línia mediana, entremesclats amb fibres periventriculars, i nuclis talàmics reticulars, que formen una làmina prima que separa la làmina medul·lar externa del braç posterior de la càpsula interna.

El tàlem es connecta, per mitjà de fascicles axònics amb el tronc cerebral, la medul·la espinal, el cerebel, l'hipotàlem i el cos estriat i, recíprocament, amb diverses àrees corticals. Les radiacions talàmiques recíproques són anomenades peduncles talàmics.
El grup nuclear talàmic anterior conté tres nuclis, anomenats anterodorsal, anterointern i anteroventral.
El grup intern inclou el gran nucli intern dorsal i els petits nuclis parafasciculars, subintern (nucleus sumedius), paracentral i central extern; el nucli intern dorsal conté una part magnocel·lular, anterior (rostral), i una part parvocel·lular, posteroexterna, i representa una formació integrant de les estructures límbiques associades.
El grup nuclear talàmic ventral conté els nuclis ventral anterior, ventral intermedi o extern i ventral posterior; aquest darrer se subdivideix en dos nuclis: ventral posteroextern i ventral posterointern.
El grup nuclear talàmic extern presenta els nuclis extern dorsal, extern posterior i, més caudalment, el pulvinar.